# Ponant (dériveur)
Pour les articles homonymes, voir Ponant.
Le Ponant est une classe de dériveur de sport, créée en 1956 par Pierre Deschamps, propriétaire d'un chantier à Saint-Raphaël.

## Description
Il est reconnaissable à sa coque à double bouchain vif et à son foc rouge, du moins lorsque ce dernier est d'origine. Car une particularité, intentionnelle ou non, du Ponant est que son plan de voilure est quasiment le même que celui du 505 (ce qui permet de gréer des voiles pour 505 de seconde main).
Vu son poids relativement important qui le pénalise au portage sur les côtes à marées, il est surtout répandu en Méditerranée et sur les eaux intérieures.

## Historique et fabrication

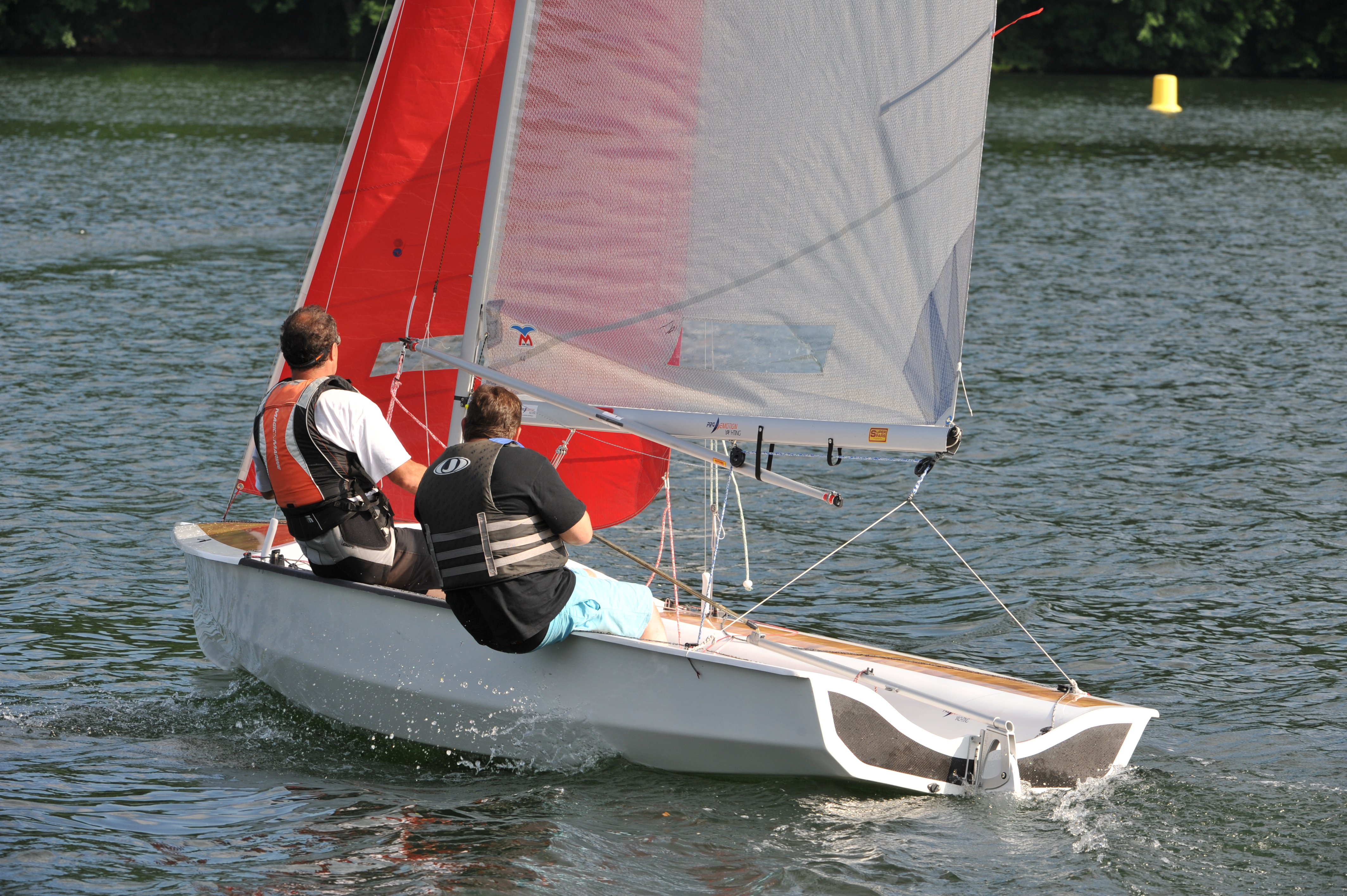
Ponant nouvelle génération (carbone/époxy/balsa), au près

Les toutes premières unités de la série ont été construites en bois (d'où le dessin de carène à bouchain vif), mais l'entreprise Deschamps est très vite passée au polyester fibre de verre.  
Le mât et la bôme sont également réalisés en fibre de verre par Deschamps (mais s'avèrent un peu souples et ont parfois mal vieilli si laissés longtemps au soleil car non protégés par une peinture ou un gelcoat). L'entreprise Deschamps, basée à Saint-Raphaël dans le Var abandonne la fabrication du Ponant à la fin des années 1980 (le moule passant entre les mains du chantier Tortasso à Fréjus, puis en Belgique où la série est active et nombreuse), mais poursuit jusqu'à nos jours la fabrication de mâts à drapeaux en fibre de verre pour les foires expositions, le mobilier urbain, les ambassades et les bâtiments officiels.  
Son succès amène le concepteur à passer à la fabrication en série dès les années 1960 (il est alors un des dériveurs les plus diffusés, avec 3 bateaux construits par jour), il se répand jusqu'en Italie, Allemagne, Belgique, Luxembourg, Suisse et même Sénégal.
En 2013, l'association de l'ASPonant internationale s'est mis en tête d'innover et de passer à une construction à la fois plus écologique et plus performante en recourant à la technique d'infusion (époxy/balsa). Lors de cette année, deux nouveaux Ponants ont été fabriqués et ont prouvé leurs valeurs en remportant le Championnat de Belgique à Bütgenbach. L'association internationale rassemble chaque année 40 à 50 bateaux pour l'Europa Cup Ponant.

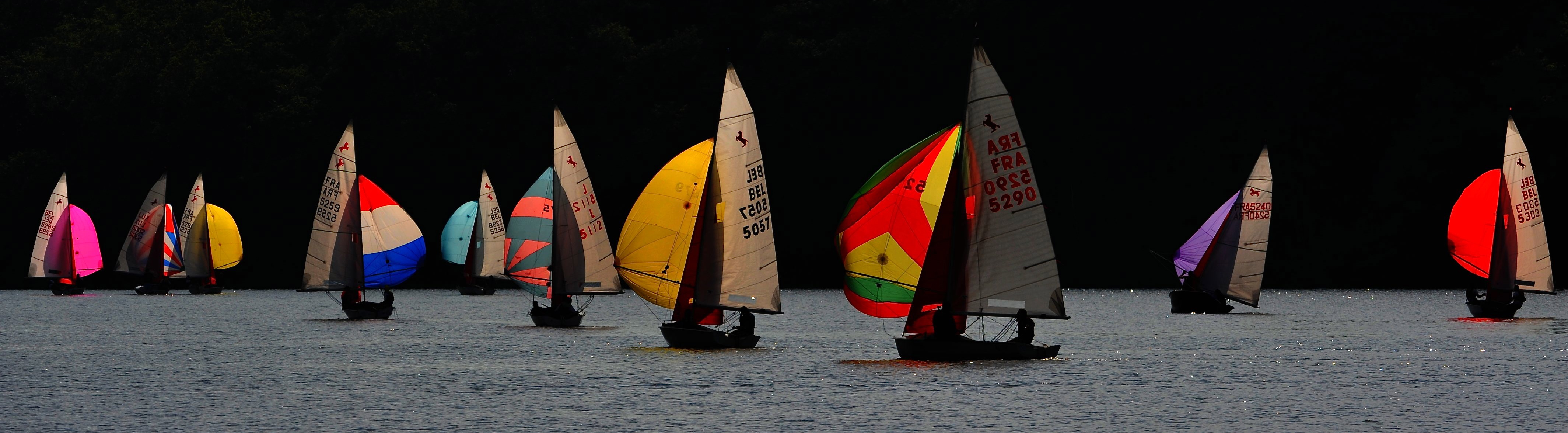
Les Ponants au Championnat du Luxembourg

## Caractéristiques techniques
Les caractéristiques sont les suivantes : 
- 5,25 m de longueur,
- 1,98 m de largeur,
- 7,40 m de hauteur de mât,
- 16 m2 de surface de voilure (foc + grand voile),
- 18 à 21 m2 de spinnaker,
- 160 kg de poids total.

Il est conçu pour embarquer 2 équipiers avec trapèze en régate (catégorie D5), et 3 ou 4 personnes en promenade.